# خط طول 2° غرب
خط طول 2° غرب هو أحد خطوط الطول الجغرافية، والتي تمتد من القطب الشمالي الجغرافي إلى القطب الجنوبي الجغرافي، وحسب التحويل الزمني يتأخر خط طول 2° غرب عن خط غرينتش بـ8 دقائق.

## من القطب إلى القطب
ينطلق خط طول 2° غرب من القطب الشمالي نحو القطب الجنوبي مرورا بالمناطق التي ترد في الجدول التالي:
| الإحداثيات                       | البلد أو الإقليم أو البحر | ملاحظات |
| -------------------------------- | ------------------------- | --- |
| 90°0′N 2°0′W / 90.000°N 2.000°W  | المحيط المتجمد الشمالي    | |
| 81°45′N 2°0′W / 81.750°N 2.000°W | المحيط الأطلسي            | Passing just east of the island of Foula, اسكتلندا, المملكة المتحدة (at 60°8′N 2°3′W / 60.133°N 2.050°W)                                                                   |
| 59°33′N 2°0′W / 59.550°N 2.000°W | بحر الشمال                | |
| 57°41′N 2°0′W / 57.683°N 2.000°W | المملكة المتحدة           | اسكتلندا |
| 57°18′N 2°0′W / 57.300°N 2.000°W | بحر الشمال                | Passing just east of أبردين, اسكتلندا, المملكة المتحدة (at 25°8′N 2°5′W / 25.133°N 2.083°W)                                                                                |
| 55°46′N 2°0′W / 55.767°N 2.000°W | المملكة المتحدة           | إنجلترا — passing through Berwick-upon-Tweed (at 55°46′N 2°0′W / 55.767°N 2.000°W) and western برمنغهام (إنجلترا) (at 52°40′N 2°0′W / 52.667°N 2.000°W)                    |
| 50°36′N 2°0′W / 50.600°N 2.000°W | بحر المانش                | Passing just west of the Cotentin Peninsula, فرنسا (at 49°42′N 1°57′W / 49.700°N 1.950°W) · Passing just east of the island of جيرزي (at 49°12′N 2°1′W / 49.200°N 2.017°W) |
| 48°40′N 2°0′W / 48.667°N 2.000°W | فرنسا                     | |
| 46°44′N 2°0′W / 46.733°N 2.000°W | المحيط الأطلسي            | خليج غاسكونيا |
| 43°19′N 2°0′W / 43.317°N 2.000°W | إسبانيا                   | |
| 36°51′N 2°0′W / 36.850°N 2.000°W | البحر الأبيض المتوسط      | بحر البوران |
| 35°5′N 2°0′W / 35.083°N 2.000°W  | الجزائر                   | |
| 34°56′N 2°0′W / 34.933°N 2.000°W | المغرب                    | |
| 32°9′N 2°0′W / 32.150°N 2.000°W  | الجزائر                   | |
| 23°12′N 2°0′W / 23.200°N 2.000°W | مالي                      | |
| 14°35′N 2°0′W / 14.583°N 2.000°W | بوركينا فاسو              | |
| 10°59′N 2°0′W / 10.983°N 2.000°W | غانا                      | |
| 4°45′N 2°0′W / 4.750°N 2.000°W   | المحيط الأطلسي            | |
| 60°0′S 2°0′W / 60.000°S 2.000°W  | المحيط الجنوبي            | |
| 69°53′S 2°0′W / 69.883°S 2.000°W | القارة القطبية الجنوبية   | أرض الملكة مود — المطالب الإقليمية بالقارة القطبية الجنوبية by النرويج |